# 神戸市立原田中学校
神戸市立原田中学校（こうべしりつ はらだちゅうがっこう）は、兵庫県神戸市灘区にある公立中学校。

## 沿革
- 1947年（昭和22年）4月 - 福住小学校の一部を仮校舎として開校。開校時の生徒630名、13学級。
- 1948年（昭和23年）4月 - 上野中学校が分離。
- 1949年（昭和24年）4月 - 稗田小学校・西灘小学校・西郷小学校の各校区が当校の校区となる。
- 1954年（昭和29年）4月 - 始業式に昭和天皇・香淳皇后が臨席する。
- 1957年（昭和32年）12月 - 校歌制定のため、富田砕花が来校。
- 1958年（昭和33年）10月 - 烏帽子分校を設置。
- 1961年（昭和36年）4月 - 烏帽子分校が烏帽子中学校として分離。
- 1964年（昭和39年）4月 - この時点で生徒数1717名、35クラス。
- 1995年（平成7年）1月17日 - 午前5時46分、阪神・淡路大震災が発生。体育館の天井崩落、東館は使用全面禁止に。校内に被災者の避難所を設置（353名が避難）。
- 1995年（平成7年）2月7日 - 授業再開（1年は日穀ビル、2年は兵庫建設をそれぞれ借用）。
- 1995年（平成7年）8月 - 避難所を閉鎖。待機所とする（1世帯2名）。
- 1997年（平成9年）10月 - 創立50周年記念式典を挙行。
- 1998年（平成10年）11月 - 第1回トライやる・ウィークを実施。

## 部活動

### 運動部
- 野球部
- 陸上競技部
- 卓球部
- ソフトテニス部
- 女子バレーボール部

### 文化部
- ブラスバンド部
- 美術部
- 放送部

## 校区
- 灘の浜小学校区
  - 岩屋北町一丁目 - 七丁目
  - 岩屋中町一丁目 - 五丁目
  - 岩屋南町
- 西灘小学校区
  - 灘浜町
  - 灘南町一丁目 - 六丁目
  - 船寺通一丁目 - 六丁目
  - 味泥町（1-18〜20、8-26〜34を除く）
  - 都通一丁目 - 五丁目
  - 摩耶埠頭
- 灘小学校区
  - 上河原通一丁目 - 四丁目
  - 神ノ木通一丁目 - 四丁目
  - 千旦通一丁目 - 四丁目
  - 稗原町四丁目2-6〜14-4
- 稗田小学校区
  - 泉通一丁目 - 六丁目
  - 大内通一丁目 - 六丁目
  - 岸地通一丁目 - 五丁目
  - 灘北通一丁目 - 六丁目
  - 水道筋一丁目・三丁目（神戸市道長田楠日尾線 以南）

## 制服
- 男子　
  - 冬服は標準的な学生服上下である。
  - 夏服はカッターシャツ、スラックスである。
- 女子　
  - 冬服はセーラー服、スカートである。
  - 夏服はブラウス、スカートである。

## 周辺
- 都賀川
- 神戸市立西灘小学校 - 西隣に立地。
- 船寺八幡宮
- 国道2号

## 交通アクセス
- 阪神本線 大石駅から西へ200m。
- 阪神バス西宮神戸線 大石川下車、西へ200m。

## 通学区域が隣接している学校
- 神戸市立烏帽子中学校
- 神戸市立鷹匠中学校
- 神戸市立長峰中学校
- 神戸市立上野中学校
- 神戸市立筒井台中学校
- 神戸市立渚中学校
- 神戸市立布引中学校